# Pillages russes de 1719-1721

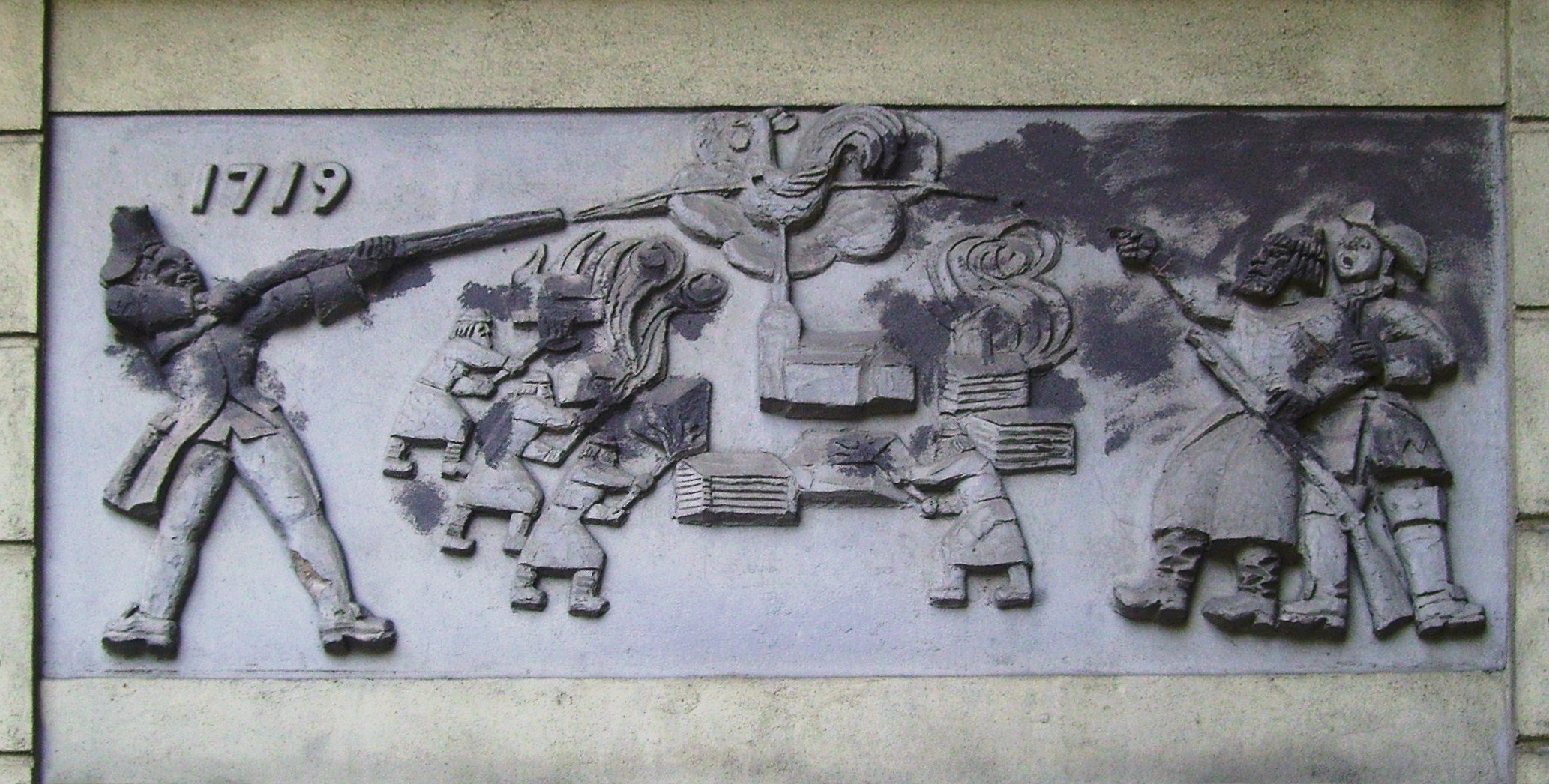
Gravure représentant les atrocités russes en 1719, sur la façade d'un hôtel à Södertälje.

Le pillage russe (suédois : rysshärjningarna) est le nom de l'ensemble des actions prises par la flotte impériale russe à l'encontre de la population civile suédoise vivant le long de la côte est de la Suède, ainsi que des expéditions et des raids d'unités singulières à l'intérieur des terres, pendant les dernières années de la Grande Guerre du Nord ayant duré de 1719 à 1721. 

## Histoire
Le but était de piller, voler et brûler afin de forcer le royaume de Suède à faire des concessions lors des négociations de paix sur Åland. Le représentant suédois, Georg Heinrich von Görtz, bloquait les négociations dans l'espoir d'un soutien militaire de la Grande-Bretagne. Pierre le Grand, quant à lui, souhaitait une fin rapide de la guerre, lui permettant de se focaliser sur une réforme intérieure.
À l'été 1719, une flotte russe composée de 132 galères et d'autres navires plus petits, totalisant 26 000 hommes, a assailli l'archipel de Stockholm. La flotte russe a pillé le long de la côte d'Uppland en atteignant presque aussi loin au nord que Gävle, et de la côte de Södermanland presque aussi loin au sud que Norrköping. L'archipel a été fortement dévastée par les assauts répétés. Sur plusieurs des plus grosses îles, presque rien n'a survécu aux incendies. La totalité de la ville de Trosa a été incendiée, à l'exception de son église et de son clocher. Après avoir reçu des renforts, la flotte russe a tenté d'attaquer Stockholm mais a été défaite le 12 août 1719.
En 1720, les troupes russes ont rasé Umeå tandis qu'ils ont rasé Hudiksvall, Sundsvall, Söderhamn, Härnösand et Piteå en 1721. Les forces russes ont été arrêtées après une contre-attaque de l'armée suédoise à la bataille de Grengam (suédois : Slaget vid Ledsund) où 43 des 61 navires ont été détruits. Cela a permis de sauver la côte est suédoise. Plusieurs escarmouches se sont répétés de manière similaire jusqu'à la paix du traité de Nystad.